# Az 57-es utas
Az 57-es utas (eredeti címén Passenger 57) 1992-es amerikai akciófilm, thriller Wesley Snipes főszereplésével. A további fontosabb szerepekben Bruce Payne, Tom Sizemore, Alex Datcher, Elizabeth Hurley és Bruce Greenwood láthatóak, rendezte Kevin Hooks.
Az Egyesült Államokban 1992. november 3-án, Magyarországon 1993. július 2-án volt a bemutatója.

## Cselekmény
A veszedelmes terrorista, Charles Rane (Bruce Payne) felkerül egy utasszállító repülőgépre, hogy az FBI ügynökeinek kíséretében visszatérjen Los Angelesbe, ahol bíróság elé állítanák. A gépen azonban Rane beépített emberei átveszik az irányítást, végeznek az ügynökökkel és kiszabadítják a terroristát. Az utasok csupán John Cutter nyugdíjazott rendőrben (Wesley Snipes) bízhatnak, aki a terrorelhárítás szakértője is egyben. A gép a főhős ténykedése nyomán kényszerleszállást hajt végre Louisianaban. Cutter lekerül a gépről, ahogyan Rane is. Egy vidámparkban kötnek ki, ahol élet-halál harcot folytatnak egymással. A terroristát a rendőrség később kénytelen kiengedni kezei közül, mivel azzal fenyegetőzik hogy ha nem ér vissza a gépre 20 percen belül, az emberei ötösével megölik a több mint 100 túszt. Ám mikor a gép újból felszáll, már Cutter is rajta van...

## Szereplők
| Szereplő                                                 | Színész                | Magyar hang            |
| -------------------------------------------------------- | ---------------------- | ---------------------- |
| John Cutter, korábbi rendőr és terrorelhárító            | Wesley Snipes          | Forgács Péter          |
| Charles Rane, terrorista                                 | Bruce Payne            | Sinkovits-Vitay András |
| Sly Delvecchio, Cutter barátja                           | Tom Sizemore           | Balázsi Gyula          |
| Marti Slayton, légiutaskísérő                            | Alex Datcher           | Biró Anikó             |
| Stuart Ramsey, az Atlantic International Airlines elnöke | Bruce Greenwood        | Bognár Zsolt           |
| Dwight Henderson, FBI-ügynök                             | Robert Hooks           | Orosz István           |
| Sabrina Ritchie, légiutaskísérő és terrorista            | Elizabeth Hurley       | Nagy Katalin           |
| Forget, terrorista                                       | Michael Horse          | Wohlmuth István        |
| Vincent, terrorista                                      | Marc Macaulay          | Imre István            |
| Biggs rendőrfőnök, a helyi seriff                        | Ernie Lively           | Barbinek Péter         |
| Mrs. Edwards                                             | Duchess Tomasello      | Gyimesi Pálma          |
| Matthew                                                  | William Edward Roberts | ?                      |
| Allen                                                    | James Short            | ?                      |
| Dr. Bauman                                               | Joel Vogel             | ?                      |
| Nővér                                                    | Jane McPherson         | ?                      |
| Doktor                                                   | Winston Bedford        | ?                      |
| Phillips                                                 | Lou Bedford            | Dobránszky Zoltán      |
| Sly asszisztense                                         | Tom Nowicki            | Csuja Imre             |
| Frank Allen                                              | Dennis Letts           | Kardos Gábor           |
| További magyar hangok: F. Nagy Zoltán                    |                        |                        |

## Kritikai fogadtatás
A film a kritikusok körében vegyes értékeléseket kapott, dicsérték Snipes és Payne játékát, de kritizálták a cselekményt. A Rotten Tomatoes oldalán a film mindössze 23%-os értékelést kapott.
A film a nagyközönség körében sikeresnek bizonyult, az első hétvégén 1734 moziban volt a legnézettebb film, és 10 513 925 dollárt termelt, összességében pedig 44 065 653 dollárt, ezzel kb. a háromszorosát hozta vissza a becsült 15 millió dolláros költségvetésének. A film Wesley Snipes számára is utat nyitott a komolyabb sikerű filmek felé.